# Santa Lucia in Septisolio

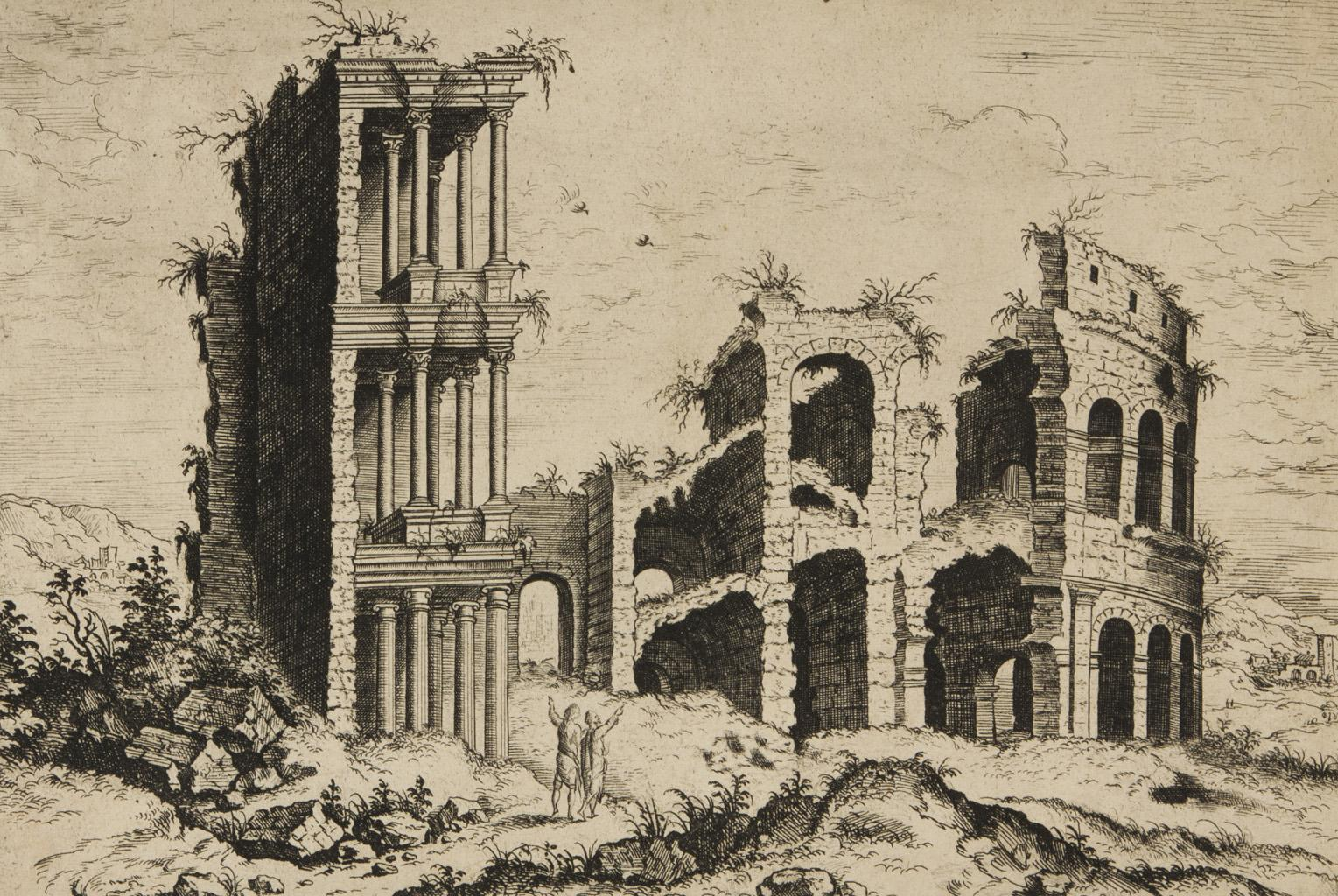
Gravur des Septizodiums von Hieronymus Cock (1518–1570), welches der Kirche den Namen gab.

Santa Lucia in Septisolio war eine der ursprünglich sieben Diakonien (lat. Diaconia Sanctae Luciae in Septa Solis) in Rom. Sie hatte auch eine Kirche und stand am Fuß des Palatinhügel in der Nähe des Septizodium von Septimius Severus, welche der Diakonie den Namen gab. Der Zeitpunkt der Zerstörung der Kirche ist unbekannt, wahrscheinlich war sie nach dem Pontifikat von Sixtus V. (1585–1590) endgültig verschwunden.

## Namensherkunft und Ort
Die Kirche befand sich an der südlichen Ecke des Palatinhügels und hatte ihren Namen von der alten römischen Ruine Septizodium des Septimius Severus, die dort lag. Der Name septizodium leitet sich wiederum von septisolium, was Tempel der sieben Sonnen und wurde nach den sieben Planetengottheiten (Saturn, Sonne, Mond, Mars, Merkur, Jupiter, und Venus) benannt, oder für die Tatsache, dass er ursprünglich in sieben Teile geteilt war. Deshalb wird die Kirche der Heiligen Lucia, welche in der Nähe steht als in Septisolio, in Septizonium (beides bezieht sich auf das Septizodium), in septem solium, de septum solis, de sedes solis (Bezug auf die sieben Sonnen), oder de septem viae or in septem vias (das heißt der sieben Wege). Der Katalog von Pietro Mallio, der während des Pontificates von Papst Alexander III. (1159–1181) erstellt wurde, wird sie als S. Lucie Palatii in cyrco iuxta Septa Solis, (die Kirche der) Heiligen Lucia auf dem Palatin, im Zirkus nahe den sieben Sonnen, bezeichnet. Mariano Armellini versichert seinen Lesern, dass es alles mehr oder weniger Namen des gleichen Denkmals sind.
Während des Höhepunktes der römischen Stationsgottesdienste im sechsten Jahrhundert bis zu ihrem Niedergang im elften und ihrem Ende im vierzehnten Jahrhundert diente sie als ecclesia collecta für den Freitag der ersten Woche der Fastenzeit. Das heißt, hier war der Treffpunkt für die päpstliche Prozession, die sich auf die Stationskirche des Tages, Santi Giovanni e Paolo zubewegte.

## Geschichte
Santa Lucia in Septisolio war seit dem ersten Jahrhundert Titeldiakonie. Die Kirche wird im Liber Pontificalis als eine der ältesten Diakonien der Stadt aufgeführt. Die Diakonie wird in den Biographien von Papst Leo III. (795–816) und Gregor IV. (827–844) erwähnt und befand sich neben der Kirche. Die Kirche wird bei ihnen laut Armellini als assai vasta e ricchissimamente decorata, als recht groß und reichlich dekoriert, bezeichnet.
Die Kirche bestand bis in die Zeit des Pontifikats von Papst Sixtus V. (1585–1590) in dem sie abgerissen wurde. Durch Papst Sixtus V. wurde 1587 auch der Kardinaltitel aufgehoben.

## Kardinaldiakone
Folgende Personen waren Titelträger der Diakonie:
- Gregorio, O.S.B. (1088)
- Gregorio Caetani (1099–vor 1116 oder zwischen 1124 und 1130)
- Giovanni (circa 1115–circa 1120)
- Gerardo (1120–1122)
- Gregorio (1122–circa 1130)
- Silvano (o Sylvino) (1130–circa 1142 gestorben)
- Rodolfo (17. Dezember 1143–1159 gestorben)
- Romano (Februar 1159–? gestorben)
- Leone Brancaleone, Regularkanoniker von San Frediano (1200–1202)
- Pelagio Galvani (o Paio Galvão), O.S.B. (1205–1210)
- Angelo d’Anna de Sommariva, O.S.B. Cam. (Januar 1385–Mai 1396 ernannt zum Kardinalpriester von Santa Pudenziana)
- (vakant bis 1446)
- Juan Carvajal (30. Dezember 1446 ?–26. Oktober 1461); in commendam (26. Oktober 1461–6. Dezember 1469 gestorben)
- Giovanni Michiel (22. November 1468–1470 ernannt zum Kardinaldiakon von Sant’Angelo in Pescheria)
- Fryderyk Jagiellończyk (23. September 1493–13. März 1503 gestorben)
- Niccolò Fieschi (12 giugno 1503–5. Oktober 1506 ernannt zum Kardinalpriester von Santa Prisca)
- René de Prie, Kardinalpriester pro hac vice (17. Mai 1507–7. November 1509 ernannt zum Kardinalpriester von Santi Vitale, Valeria, Gervasio e Protasio)
- vakant (1509–1525)
- Afonso de Portugal (6. Juli 1525–13. August 1535 ernannt zum Kardinalpriester von Santi Giovanni e Paolo)
- vakant (1535–1557)
- Giovanni Battista Consiglieri (24. März 1557–16. Dezember 1558 ernannt zum Kardinaldiakon von San Nicola in Carcere)
- vakant (1558–1565) 1562 wird Innico d`Avalos d´Aragona als Cardinaldiakon genannt.
- Francesco Alciati (15. Mai 1565–3. Juni 1565 ernannt zum Kardinalpriester von Santa Susanna)
- Francesco Crasso, Kardinalpriester pro hac vice (8. Februar 1566–6. März 1566 ernannt zum Kardinalpriester von Sant’Eufemia)
- vakant (1566–1587)
- Kardinaltitel aufgehoben 1587[6]